# 750-talet f.Kr.

## Händelser
- 756 f.Kr. – Kyzikos grundas.
- 755 f.Kr.
  - Ashur-nirari V efterträder Ashur-Dan III som kung av Assyrien.
  - Då kung Aeschylus av Aten dör efter 23 års styre efterträds han av Alcmaeon.
- 753 f.Kr.
  - 21 april – Staden Rom och det Romerska kungariket grundas av Romulus och Remus (enligt traditionen), vilket inleder den romerska Ab urbe condita-kalendern. Romulus blir dess första kung (till 716 f.Kr.) [1].
  - Då kung Alcmaeon av Aten dör efter 2 års styre efterträds han av Harops, som väljs till arkont för en tioårsperiod.
- 750 f.Kr.
  - Halstattkulturen uppstår (omkring detta år).
  - Indoarierna behärskar nu hela norra Indien (omkring detta år).

## Födda
- Omkring 750 f.Kr. – Manava, indisk geometriker.

## Avlidna
- 759 f.Kr. – Osorkon III, farao av Egypten.
- 757 f.Kr. – Takelot III, farao av Egypten.
- 754 f.Kr. – Rudamun, farao av Egypten.
- 750 f.Kr.
  - Niumateped, kung över libyerna.
  - Titaru, kung över libyerna.

### Fotnoter
1. ↑  Det hände i dag